# Atherigona bivittata
Atherigona bivittata är en tvåvingeart som beskrevs av Malloch 1929. Atherigona bivittata ingår i släktet Atherigona och familjen husflugor. Inga underarter finns listade i Catalogue of Life.